# Cold Spring (New York)
Cold Spring è un villaggio degli Stati Uniti d'America, situato nello stato di New York, nella contea di Putnam.